# Kike Carrasco
Luis Enrique "Kike" Carrasco Acosta (Almendralejo, 2 de marzo de 1998) es un futbolista español que juega como lateral o extremo derecho en el Atlético Sanluqueño de la Primera División RFEF.

## Trayectoria
Nacido en el municipio de Almendralejo en Badajoz, Kike se une a la cantera del Rayo Vallecano en 2013 desde el Extremadura UD. En julio de 2017, tras finalizar su formación, firma por el Deportivo Alavés "B" y automáticamente sale cedido al Novelda CF en Tercera División, club afiliado con el conjunto de Vitoria.
Debuta el 9 de septiembre de 2017 empezando como titular en una victoria por 2-0 frente al Recambios Colón CD. El siguiente 20 de agosto ficha por el UD Montijo, también de Tercera División.
El 27 de agosto de 2019 regresa al Extremadura UD, para jugar en su filial que competía también en Tercera. Debuta con el primer equipo el 28 de junio de 2020 entrando como sustituto de José Pardo en un empate por 1-1 frente al CF Fuenlabrada en la Segunda División y anota su primer gol el 17 de julio abriendo el marcador en una victoria por 2-0 frente al Sporting de Gijón, también en liga.
El 25 de agosto de 2020 firma por el Cádiz CF "B" de la extinta Segunda División B.
Dos años más tarde, el 25 de agosto de 2022, se incorporó a las filas del Atlético Sanluqueño donde firmaría por un año más otro opcional. Lograría su primer gol con el conjunto andaluz el 27 de noviembre de 2022 frente al San Roque de Lepe.

## Clubes
| Club                 | País   | Año             |
| -------------------- | ------ | --------------- |
| Deportivo Alavés "B" | España | 2017-2018       |
| Novelda CF (cedido)  | España | 2017-2018       |
| UD Montijo           | España | 2018-2019       |
| Extremadura UD "B"   | España | 2019-2020       |
| Extremadura UD       | España | 2020            |
| Cádiz CF "B"         | España | 2020-2022       |
| Atlético Sanluqueño  | España | 2022-Actualidad |